# Specjalistyczny Szpital Miejski w Toruniu

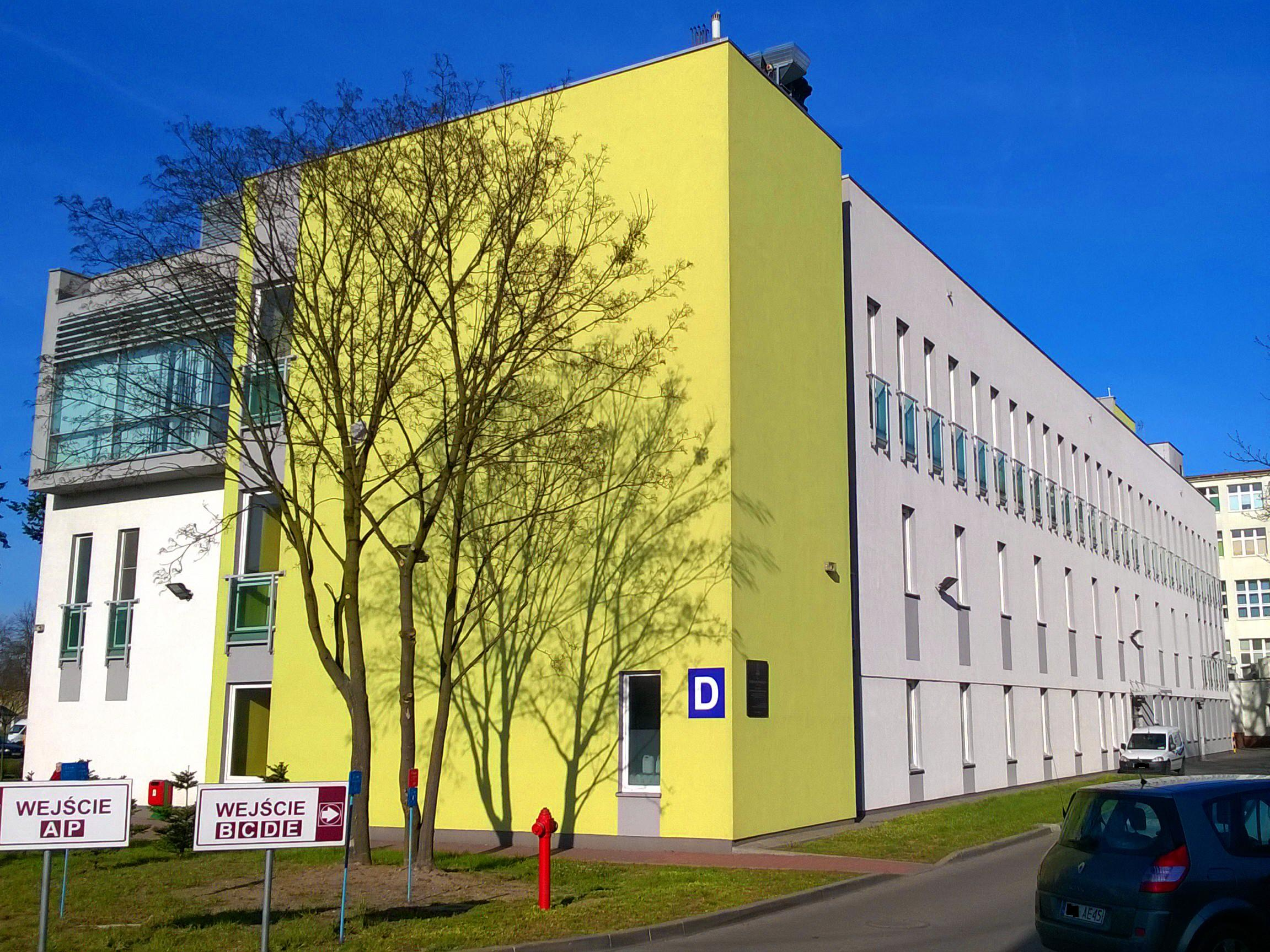
Nowe skrzydło szpitala mieszczące m.in. cztery nowoczesne bloki operacyjne oraz oddział hematologii

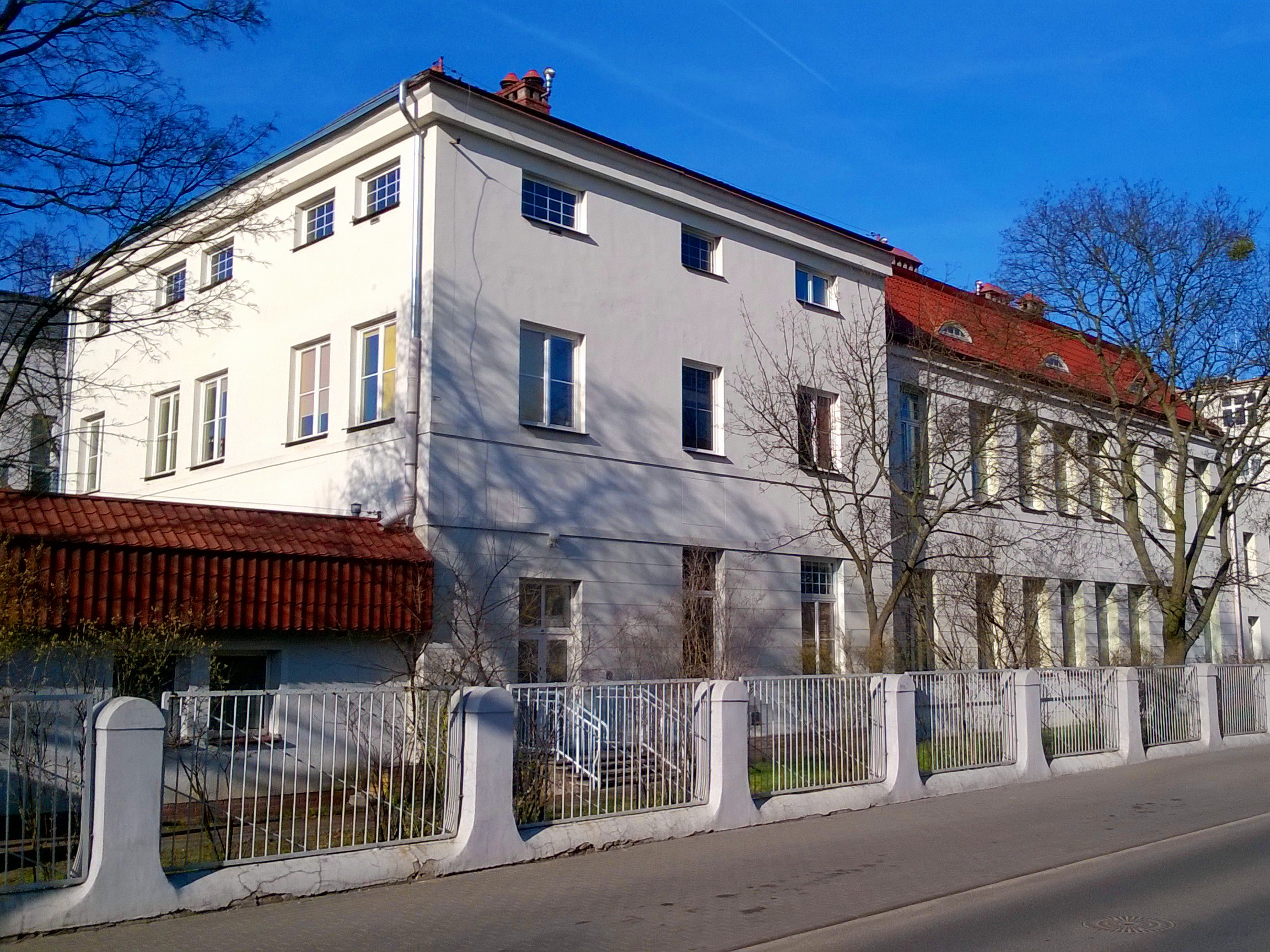
Najstarsza część szpitala

Specjalistyczny Szpital Miejski im. Mikołaja Kopernika w Toruniu – publiczny szpital specjalistyczny, drugi co do wielkości w mieście, przyjmuje rocznie ponad 14 tysięcy pacjentów. Jest położony przy ulicy Batorego 17/19.
Od 1 października 2024 roku dyrektorem jest Jan Gessek.

## Historia[2][3][4]
Początki szpitala sięgają 1868 roku, a jego pierwsza lokalizacja mieściła się przy ulicy Dąbrowskiego. Pod koniec lat 80. XIX wieku zapadła decyzja o budowie nowego gmachu szpitalnego przy ulicy Przedzamcze, którego budowę rozpoczęto w listopadzie 1890 roku (dziś w tym budynku znajduje się Regionalny Inkubator Przedsiębiorczości, wcześniej Wojewódzkie Centrum Stomatologii). Z biegiem lat potrzeby w zakresie lecznictwa miasta znacznie zwiększyły się i władze zaczęły planować budowę kolejnych budynków szpitalnych. Po włączeniu gminy Mokre do Torunia w 1906 roku magistrat rozpoczął prace nad budową nowego szpitala przy ul. Batorego (obecna siedziba). W dniu 28 sierpnia położono kamień węgielny, budowę rozpoczęto w 1908 roku, a już 4 maja 1910 roku oddano szpital do użytku. W roku 1913 leczono w nim ponad 2000 chorych. W tym miejscu należy zaznaczyć, że szpital przy Batorego – nazywany szpitalem Diakonisek był osobnym podmiotem w stosunku do szpitala miejskiego nadal gnieżdżącym się w centrum miasta.
Po odzyskaniu niepodległości w zakresie zdrowotności publicznej miasto dysponowało: Lecznicą Miejską przy ulicy Przedzamcze, Lecznicą Diakonisek na Mokrem przy ul. Batorego – oba szpitale o charakterze ogólnym oraz Lecznicą Wojewódzką przeznaczoną do leczenia wenerycznego kobiet. Po 1920 roku Szpital Miejski liczył 125 łóżek, znajdujących się często w zniszczonych i niehigienicznych budynkach. Władze miasta postanowiły więc wydzierżawić od Starostwa Powiatowego budynki przy Batorego z przeznaczeniem na nową siedzibę szpitala. Początkowo umieszczono tam trzy oddziały: wewnętrzny, chirurgiczny i zakaźny. Odtąd szpital posiadał 280 łóżek (na 320 łóżek w publicznych szpitalach) z czego 212 przy ulicy Przedzamcze i 68 na Batorego. Według stanu z dnia 12 listopada 1937 roku personel szpitala liczył 116 osób, w tym 12 lekarzy, 344 osoby personelu pomocniczo-lekarskiego, 34 osoby personelu administracyjno-gospodarczego i 36 salowych. W czasie II wojny światowej sytuacja nie zmieniła się.
Po wyzwoleniu funkcje szpitala przejął obiekt przy ul. Przedzamcze 10 (oddziały wewnętrzny, chirurgiczny, położniczo-ginekologiczny, od 1 sierpnia 1946 roku dziecięcy, później laryngologiczny, neurologiczny, oftalmiczny). Po opuszczeniu przez Armię Radziecką w marcu 1946 roku oddziały wewnętrzny i chirurgiczny wróciły do szpitala przy ul. Batorego, znajdował się tam również oddział gruźliczy. Oddziały dermatologiczny i zakaźny dla chorych wenerycznie nadal mieściły się w przyłączonym podczas wojny Szpitalu Dobrego Pasterza przy ulicy Wałdowskiej (obecnie ul. Curie-Skłodowskiej). W 1953 roku szpital otrzymał imię Mikołaja Kopernika. Do roku 1955 szpital stanowił jedną jednostkę organizacyjną, jednak ich rozproszenie spowodowało proces reorganizacji placówki, z której wyodrębniono 1 kwietnia 1955 roku najpierw Miejski Szpital Zakaźny, a 1 lutego 1959 roku Szpital Miejski Dziecięcy, mieszczący się przy ulicy Szosa Bydgoska.
W 1963 roku rozpoczęto budowę nowej siedziby Szpitala Miejskiego na Bielanach, który ukończono w 1971 roku. Wówczas „stary szpital” otrzymał nazwę Miejskiego Szpitala Ogólnego nr 1, natomiast „nowy” MSO nr 2 (po utworzeniu województwa toruńskiego w 1975 roku został on szpitalem wojewódzkim, do którego włączono Szpital Zakaźny, Dziecięcy i Psychiatryczny). Miejski Szpital Ogólny nr 1 z kolei przekształcony zostaje w Zespół Opieki Zdrowotnej im. M. Kopernika, wykonujący głównie zadania podstawowej opieki zdrowotnej wraz z niespecjalistyczną opieką szpitalną. Począwszy od lat 50., szczególnie od roku 1962 trwała rozbudowa placówki, która wówczas dysponowała 357 łóżkami. Intensywne prace modernizacyjne prowadzone były od 1996 roku. Ważnym wydarzeniem były uroczyste obchody 100-lecia szpitala organizowane 4 września 2010 roku, kiedy nastąpiło oddanie do użytku nowego skrzydła szpitala mieszczącego m.in. cztery nowoczesne bloki operacyjne oraz oddział hematologii.
Najstarsze budynki szpitala wpisane są do gminnej ewidencji zabytków (nr 1552).

## Rozwój Szpitala

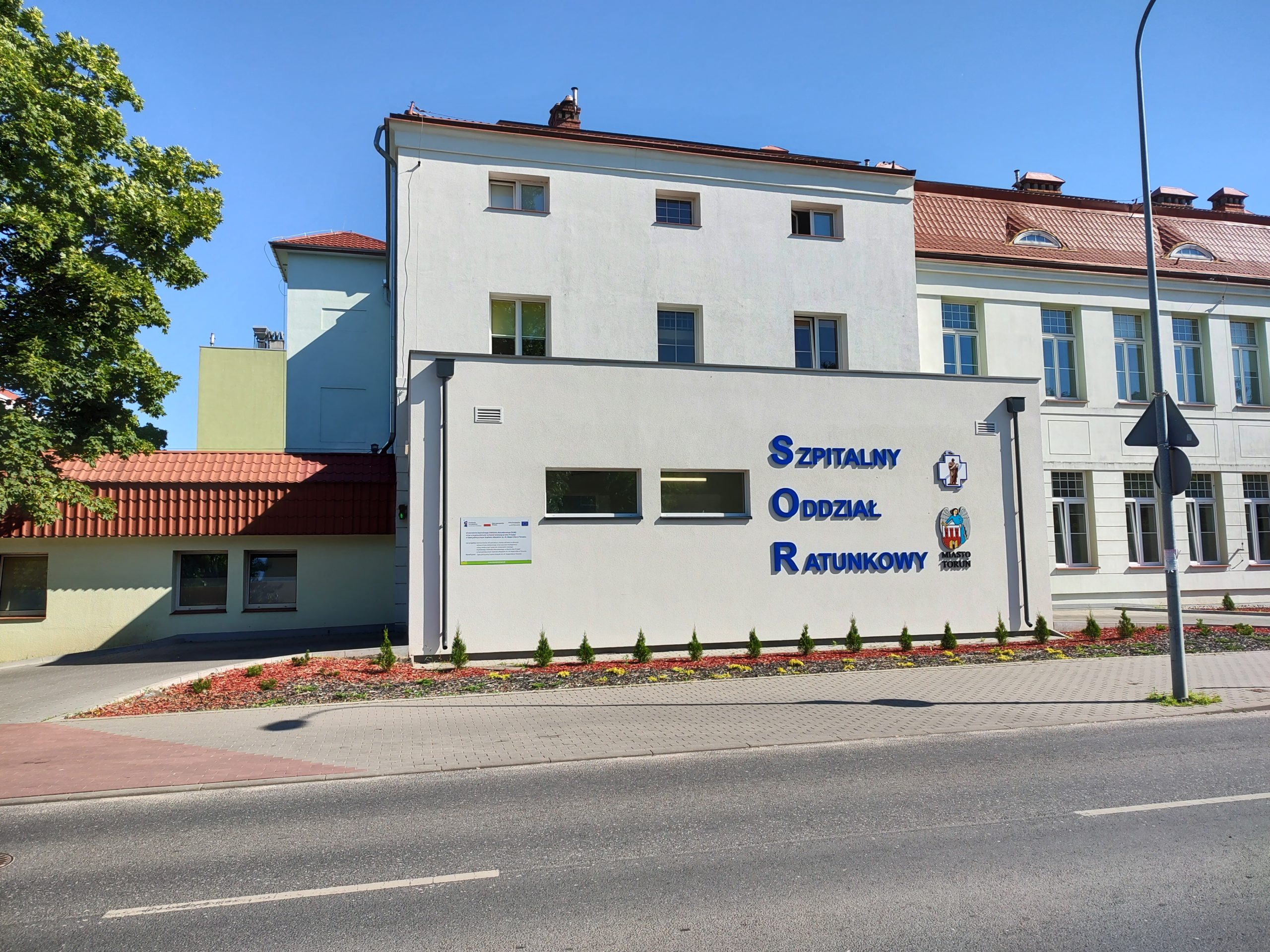
Otwarcie SOR-u

13 czerwca 2022 r. odbyło się oficjalne otwarcie Szpitalnego Oddziału Ratunkowego tzw. SOR-u. Koszt całkowity projektu wyniósł ponad 10 mln zł, z czego 85% kosztów kwalifikowalnych stanowi dofinansowanie ze środków Programu Operacyjnego Infrastruktura i Środowisko na lata 2014 – 2020. W ramach inwestycji oddział powiększył swój inwentarz o aparaturę specjalistyczną. Znajduje się tam m.in. przyłóżkowe RTG czy przewoźne USG. Wyposażone zostały także dwa stanowiska resuscytacyjno-zabiegowe, dwa stanowiska wstępnej intensywnej terapii i cztery stanowiska obserwacyjne. Zwiększyła się również sama powierzchnia oddziału – jest to obecnie 941 m kw 

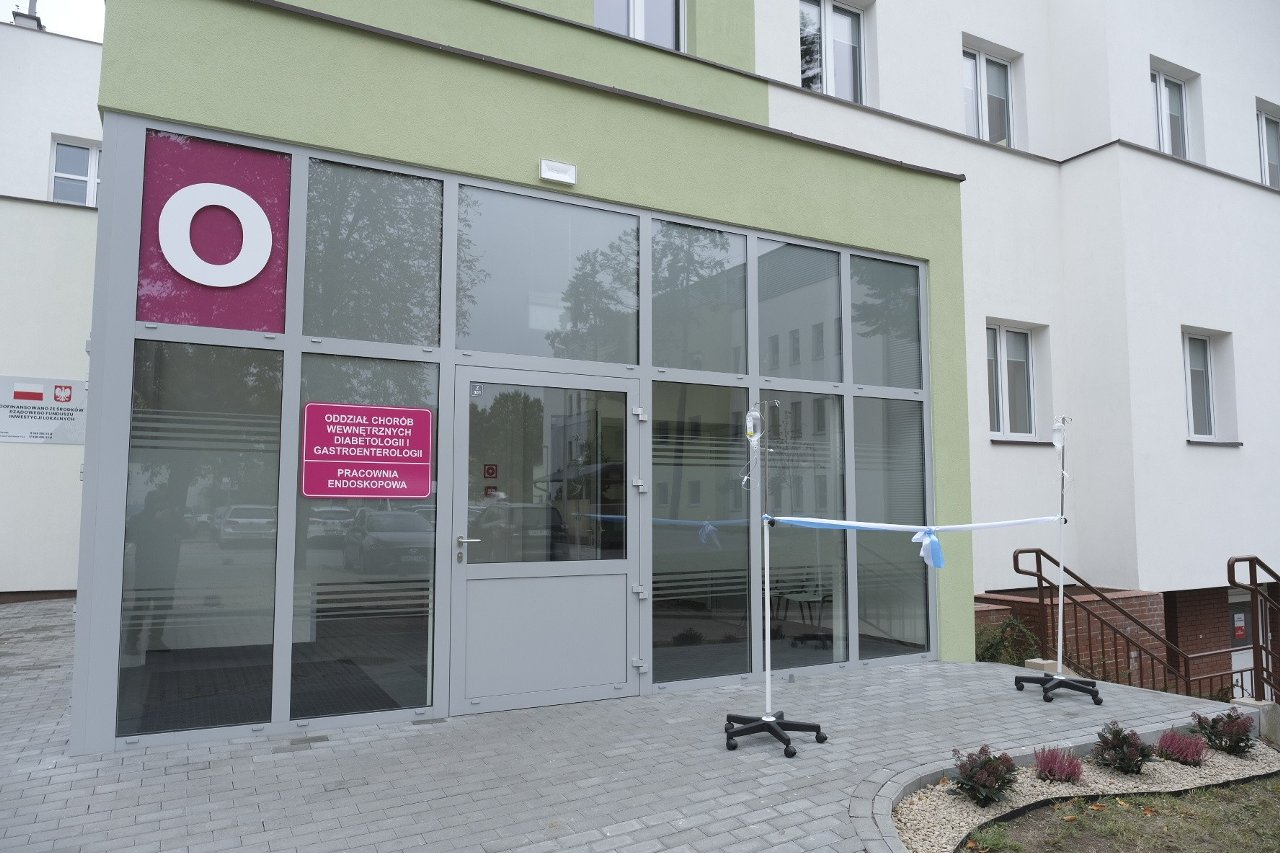
Otwarcie Oddziału Wewnętrznego, Diabetologii i Gastroenterologii 2023

17 marca 2023 r. przy Oddziale Hematologii i Transplantacji Szpiku powstało Toruńskie Centrum Leczenia Szpiczaka i Amyloidozy, którego celem jest prowadzenie diagnostyki i leczenia chorych na choroby nowotworowe krwi oraz stworzenie nowej jakości leczenia pacjentów chorujących na szpiczaka mnogiego poprzez kompleksowe podejście do tego złożonego nowotworu, na miarę XXI wieku

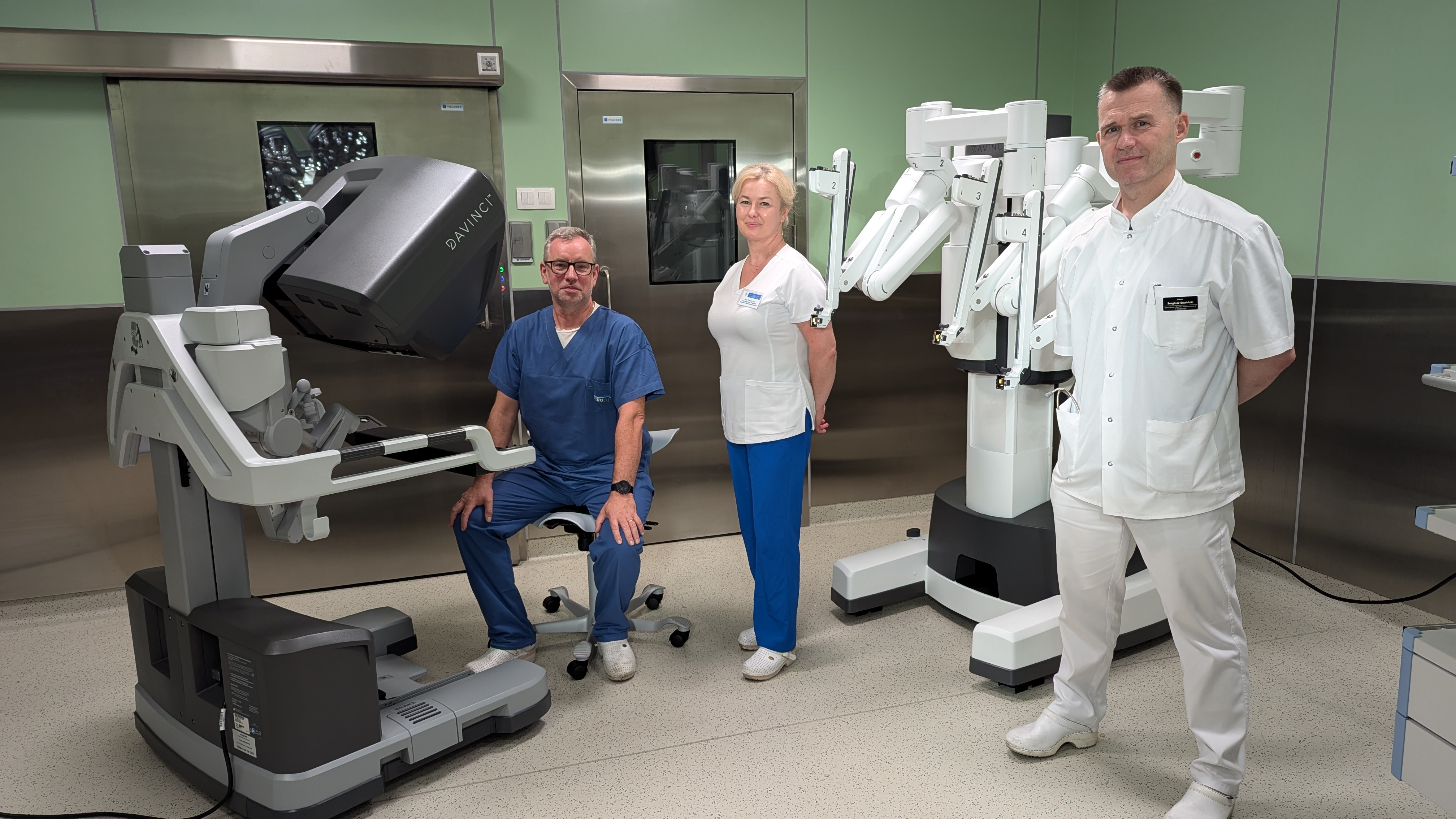
Da Vinci 2024

W październiku 2023 roku otwarty został nowy Oddział Chorób Wewnętrznych, Diabetologii i Gastroenterologii, w budynku szpitala miejskiego, w którym dotychczas była administracja i zaplecze gospodarcze. Pacjenci zyskali bardzo piękne przestrzenne trzyosobowe sale z dostępem do łazienki. Jest to oddział przystosowany również do pacjentów z niepełnosprawnością. Zaopatrzony w nowy sprzęt, świetnie wyposażoną salę monitorującą podstawowe czynności życiowe, tzw. intensywnego nadzoru. Do tej pory oddział dysponował 30 miejscami, teraz ma ich 38
W 2024 roku został nabyty nowy robot Da Vinci do Oddziału Urologii i Ogólnej i Onkologicznej, dzięki temu rozszerzony został zakres działalności o leczenie operacyjne chorób nowotworowych zarówno układu moczowego jak i przewodu pokarmowego. 

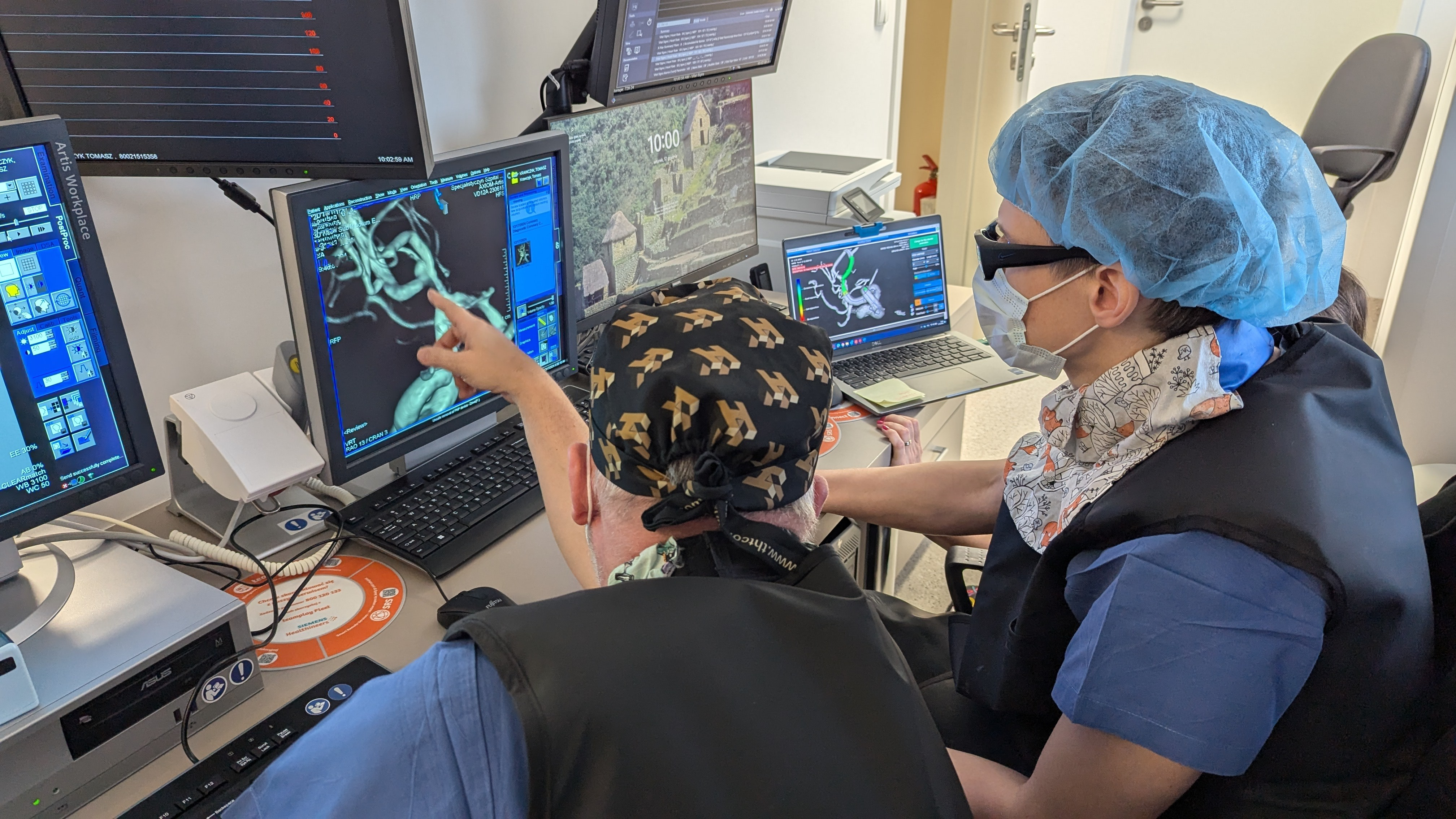
Zabieg tętniaka tętnicy środkowej mózgu.

W grudniu 2024 roku, przeprowadzono pierwszą w Toruniu endowaskularną embolizację tętniaka tętnicy środkowej mózgu z wykorzystaniem stendu kierunkowego. To przełomowy krok w lokalnej medycynie, otwierający nowe możliwości leczenia tętniaków mózgu. Zabieg był możliwy dzięki współpracy lekarzy Oddziału Neurochirurgii naszego szpitala z neuroradiologami ze Szpitala Uniwersyteckiego im. A. Jurasza w Bydgoszczy.

## Struktura organizacyjna

### Oddziały
- Oddział Chirurgii Ogólnej i Onkologicznej
- Oddział Hematologii i Transplantacji Szpiku
- Oddział Intensywnej Terapii Medycznej i Anestezjologii
- Oddział Kardiologiczny i Intensywnej Opieki Kardiologicznej
- Oddział Chorób Wewnętrznych, Diabetologii i Gastroenterologii
- Oddział Neurologii i Leczenia Udarów[15]
- Oddział Rehabilitacyjny
- Oddział Rehabilitacji Ogólnoustrojowej i Neurologicznej
- Oddział Urazowo-Ortopedyczny
- Oddział Urologii Ogólnej i Onkologicznej
- Szpitalny Oddział Ratunkowy

### Poradnie przyszpitalne
- Chirurgii Ogólnej
- Chirurgii Onkologicznej
- Diabetologiczna
- Endokrynologiczna
- Gastroenterologiczna
- Hematologiczna
- Kardiologiczna
- Neurochirurgiczna
- Neurologiczna
- Medycyny Pracy
- Profilaktyki i Promocji Zdrowia
- Urazowo-Ortopedyczna
- Urologiczna

### Pracownie
- Pracownia Endoskopowa
- Pracownia Hemodynamiczna
- Pracownia Kontroli Stymulatorów
- Pracownia Elektrofizjologii i Radiologii Zabiegowej
- Pracownia USG
- Pracownia Mammografii
- Pracownia Tomografii Komputerowej
- Pracownia Rezonansu Magnetycznego
- Pracownia RTG
- Pracownia Immunofizjologicznej z Bankiem Krwi

### Zakłady
- Zakład Diagnostyki Kardiologicznej
- Zakład Diagnostyki Laboratoryjnej
- Zakład Mikrobiologii
- Zakład Patomorfologii
- Zakład Diagnostyki Obrazowej